# U Antliae
U Antliae (U Ant) ist ein veränderlicher Stern im Sternbild Luftpumpe.
U Antliae ist ein roter C-type Kohlenstoffstern und ein langsam unregelmäßig veränderlicher Stern mit einer Magnitude zwischen 5,27 und 6.04. Er hat eine Oberflächentemperatur von 2.800 K und befindet sich in einer Entfernung von etwa 900 Lichtjahren. Er scheint etwa mit der 8.000fachen Leuchtkraft der Sonne. Er ist von zwei Staubschalen umgeben, die er vor 14.000 und 10.000 Jahren abgestoßen hatte.